# Belfonds
Belfonds é uma comuna francesa na região administrativa da Normandia, no departamento Orne. Estende-se por uma área de 14,79 km². Em 2010 a comuna tinha 204 habitantes (densidade: 13,8 hab./km²).